# Villagarzón
Villagarzón – miasto w Kolumbii, w departamencie Putumayo.